# Karl Thomas von Othegraven
Karl Thomas von Othegraven (* 4. Juli 1769 in Aachen; † 22. März 1844 in Köln) war ein preußischer Generalleutnant.

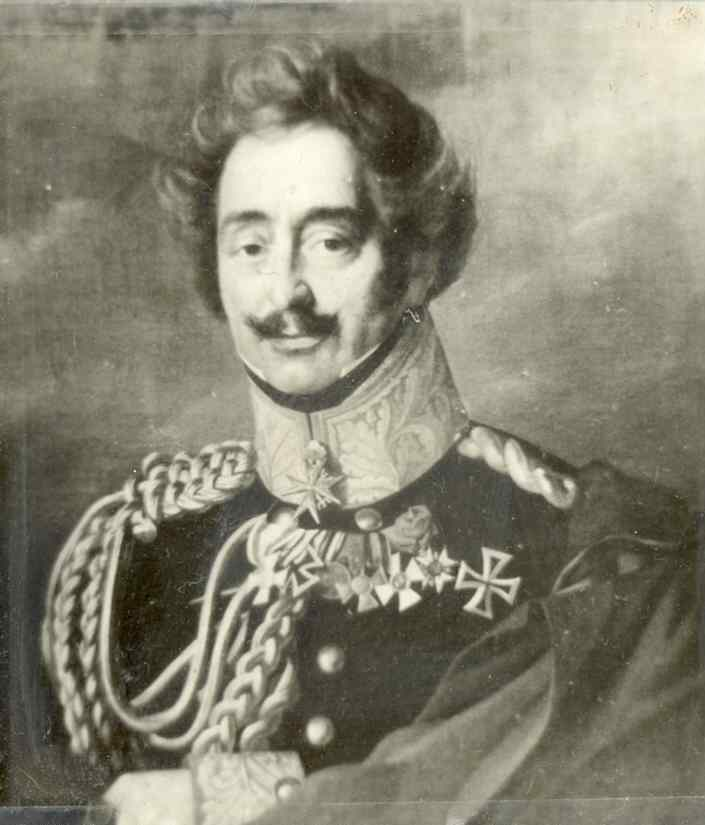
Karl Thomas von Othegraven

## Leben

### Herkunft
Karl Thomas entstammte dem Adelsgeschlecht Othegraven. Er war der jüngste Sohn von Johannes von Othegraven (1723–1821), Kapitän bei der Kreiskompanie Aachen, und dessen Ehefrau Katharina, geborene Juchens (1736–1802).

### Militärkarriere
Othegraven trat am 12. April 1786 als Gefreiterkorporal in das Infanterieregiment „von Eichmann“ der preußischen Armee ein, dem er die folgenden zwanzig Jahre angehörte. Als Portepeefähnrich nahm er 1787 während des Feldzugs in Holland an der Blockade von Naarden, dem Gefecht bei Meuden sowie der Einnahme von Nivesluis teil. Othegraven kämpfte dann 1792/95 gegen das revolutionäre Frankreich bei Famars, Kaiserslautern, St. Imbert, Trippstadt sowie St. Amand und wurde am 24. Januar 1793 zum Sekondeleutnant befördert. Innerhalb des Regiments war Othegraven ab 1804 im Grenadierbataillon „von Krafft,“ wurde am 16. Februar 1805 Premierleutnant und nahm 1806 an der Schlacht bei Jena und Auerstedt teil. Mit der anschließenden Kapitulation von Erfurt geriet Othegraven kurzzeitig in französische Kriegsgefangenschaft. Er lebte dann mit halbem Gehalt zwei Jahre zurückgezogen in Paderborn.
Ende 1808 wurde er als Stabskapitän wieder angestellt und dem 1. Ostpreußischen Infanterie-Regiment zugewiesen. Ende Februar 1811 stieg Othegraven zum Kapitän und Kompaniechef auf und wurde im Februar zum Major befördert und mit der Bildung des II. Reservebataillons des Leib-Infanterie-Regiments beauftragt. Mit dem Bataillon kam er dann am 1. Juli 1813 zum 2. Brandenburgischen Infanterie-Regiment. Am 1. August 1813 beauftragte man Othegraven mit der Führung des 12. Infanterie-Regiments, mit dem er während der Befreiungskriege zunächst in der Schlacht an der Katzbach kämpfte. Dort gelang es ihm, im Gegenangriff die französischen Truppen zurückzuwerfen, wofür er mit dem Eisernen Kreuz II. Klasse ausgezeichnet wurde. Für seine Leistungen in der Völkerschlacht bei Leipzig erhielt er das Eiserne Kreuz I. Klasse sowie den Orden des Heiligen Georg IV. Klasse. Im weiteren Kriegsverlauf nahm Othegraven mit seinem Regiment an den Schlachten von Laon, Paris, Ligny sowie Belle Alliance teil. Für sein Wirken in der Schlacht bei Paris zeichnete König Friedrich Wilhelm III. Othegraven am 31. Mai 1815 mit dem Eichenlaub zum Orden Pour le Mérite aus. Er wurde außerdem zum Oberstleutnant befördert und zum Regimentskommandeur ernannt.

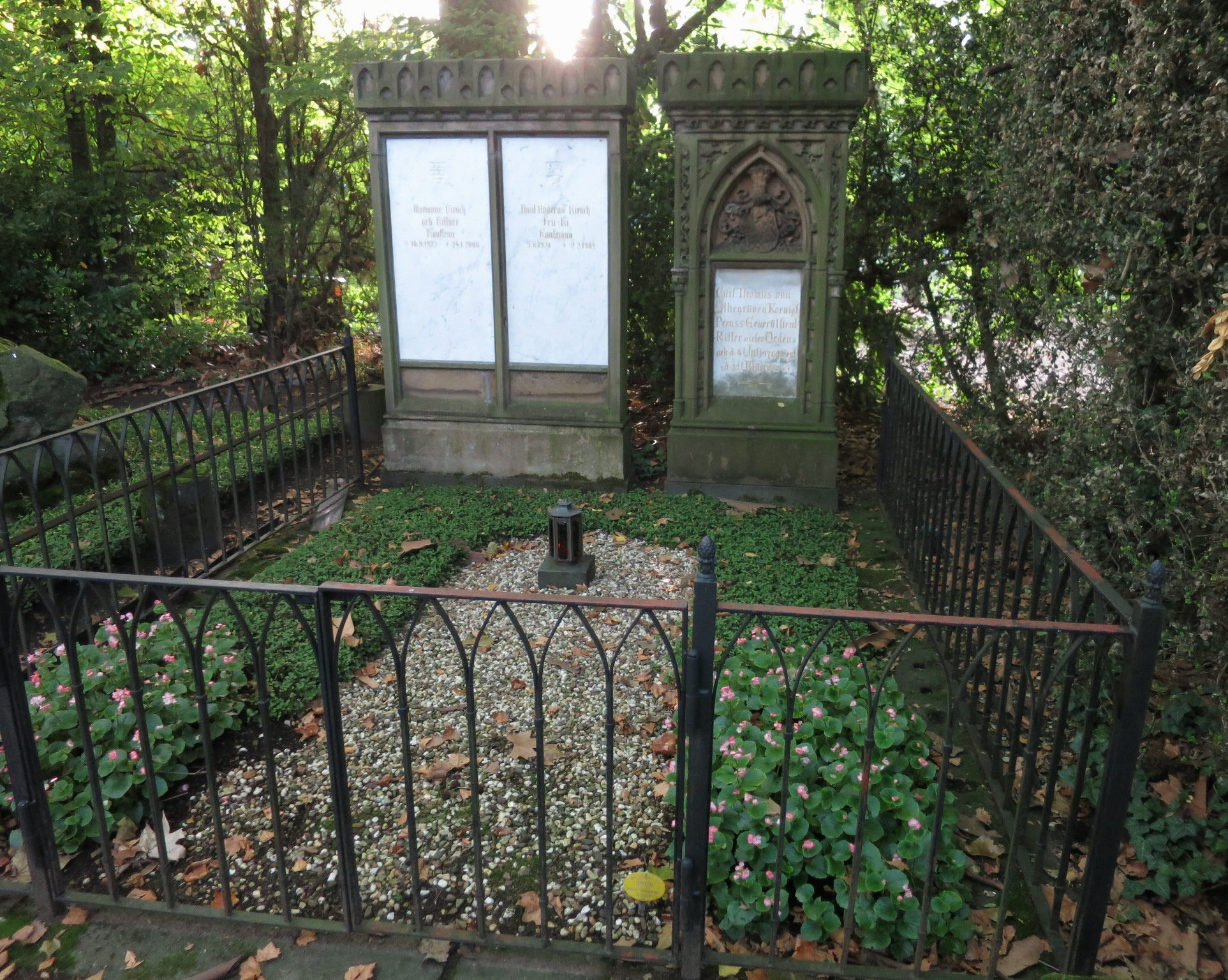
Grab (Friedhof Melaten)

Nach der Niederlage Napoleons wurde Othegraven am 30. Juni 1815 zunächst vertretungsweise Brigadekommandeur beim III. Armee-Korps und in dieser Stellung am 3. Oktober 1815 zum Oberst befördert. Er trat dann im Juni 1817 zum mobilen Armee-Korps in Frankreich über und wurde im Jahr darauf Kommandeur der 15. Infanterie-Brigade. In dieser Stellung folgte am 30. März 1823 seine Beförderung zum Generalmajor sowie am 13. September 1825 die Verleihung des Roten Adlerordens III. Klasse. Aufgrund seiner angegriffenen Gesundheit gab Othegraven 1831 die Brigade ab und wurde Ende März 1831 zum Kommandanten von Jülich ernannt. Nach drei Jahren folgte seine Versetzung nach Düsseldorf, wo er Kommandeur der 14. Landwehr-Brigade wurde.
Aus gesundheitlichen Gründen bat Othegraven um seinen Abschied, der ihm am 9. März 1836 unter Verleihung des Charakters als Generalleutnant mit der gesetzlichen Pension gewährt wurde. Seine Bitte, ihm die Pension eines Divisionskommandeurs zu gewähren, lehnte der König ab, bewilligte ihm aber ein Geschenk von 300 Talern.
Othegraven starb 1844 im Alter von 74 Jahren und wurde auf dem Kölner Friedhof Melaten (HWG, zwischen Lit. B+C) beigesetzt.

### Familie
Othegraven hatte sich am 6. Mai 1798 in Wesel mit Jeanette von Tschirschky (1772–1817) verheiratet. Sie war die Tochter des preußischen Generalmajors Friedrich August Albrecht von Tschirschky. Aus der Ehe gingen folgende Kinder hervor:
- Albert (1798–1866), preußischer Generalmajor; ⚭ Auguste von Kessel (1800–1872)
- Auguste Mathilde (* 1799), Stiftsdame in Lippstadt
- Gustav Adolf (* 1801)
- Friedrich August (1802–1878), preußischer Generalleutnant
- Eveline (* 1806)
- Friedrich Wilhelm (1809–1869), preußischer Major a. D., zuletzt im 8. Ulanen-Regiment[4]

### Othegraven in der Belletristik
Othegraven leitete als Kommandeur des 2. Brandenburgischen Infanterie-Regiments mit einem persönlich geführten Bajonettangriff des II. Bataillons den Sieg über Napoleon in der Schlacht an der Katzbach ein. Theodor Fontane vermerkte dazu in den Wanderungen durch die Mark Brandenburg:

„Die Entscheidung erfolgte auf dem Plateau, auf dem York und Sacken standen ... Das Bataillon Othegraven warf sich mit Hurra auf das einzelne, schon auf dem Plateau haltende Bataillon und schlug es mit dem Kolben zusammen. In zehn Minuten lag alles tot am Boden. ... So wurde durch die Brigade Hünerbein und zwar ganz speziell durch die Bataillone von Othegraven, von Laurens und von Zepelin die Schlacht glänzend eröffnet.“

Friedrich Wilhelm von Chappuis (1793–1869), preußischer Generalmajor und Dichter, der selbst unter Othegraven in der Schlacht gefochten hatte, verfasste darauf das Heldengedicht:
| Othegraven, der Kühne Dort Brandenburger, dort prahlt der Feind! Geschlossen in mächtiger Säule; Auf denn, ihr Burschen, wer’s redlich meint, Der mache die Kolbe zur Keule, Und brecht in die Reihen mit Sturmesmacht, Denn heut’ ist die große Franzosenschlacht! Der Führer spricht es, der Othegrav, Und zittern vernahmen’s die Franken; Die Brennen stürmen so treu und brav, Zu brechen die feindlichen Schranken; Doch ohne zu weichen die Welschen steh’n. – Hier muß eine Sempacher That gescheh’n! Das Rächerschwert in getreuer Hand Ruft Othegraven, der Kühne: „Heut gilt’s für König und Vaterland! Auf, Brüder, zur blutigen Sühne! Es folge ein Jeder, der’s ehrlich meint!“ Er ruft es und stürzet sich in den Feind. | Und mit ihm Meja, der tapf’re Held, Aus edlem schlesischen Blute, Und ob durchstochen er niederfällt, Doch kämpft er mit eisernem Muthe – Und als sie gebrochen die blutige Bahn, Da ward die preußische Schlacht gethan. Denn dicht umschlossen, im Ring’ gepreßt, Verzagen die Welschen am Leben, Die Preußen feiern der Rache Fest, Quartier wird Keinem gegeben, Und freudig versühnet der deutsche Muth Den zürnenden Himmel mit welschen Blut’. Da rauschet stolzer zur Oder hin Die Katzbach mit blutigen Wellen, Und neu erfrischet sich der Wiesen Grün An jenen heiligen Stellen, wo Vaterlands-Retter im Männerstreit’ Von fremden Verderbern das Land befreit. |

Auch ein weiterer Dichter namens Reimnitz verfasste ein Gedicht, das – unter anderem – Othegraven in der Schlacht ehrte. In dem Soldatenlied Die Schlacht an der Katzbach hieß es:
| Ein Quarré stand wie Mauern, und da schrien wir drauf! Da ward aus dem Quarré bald von Leichen ein Hauf. |

Die Herausgeber fügten hinzu, das „franz. Bataillon ward ... mit den Kolben erschlagen, daß es auf einem Haufen lag. Pulver war nicht zu brauchen.“ Das wiederum veranlasste Fontane, solcher Art Pathos entgegenzutreten und den Militär Othegraven in seinem Erstlingsroman Vor dem Sturm in einen Geistlichen, den Konrektor Othegraven zu verwandeln, der am Ende unter den Kugeln eines französischen Füsilierkommandos stirbt.